# Tișița, Vrancea
Tișița este o localitate componentă a orașului Mărășești din județul Vrancea, Moldova, România.

## Monumente
- Monumentul Victoriei (Biruinței), care reprezintă o imortalizare a victoriei din 1916 – 1918. Inițiatorul monumentului a fost Pamfil Șeicaru, pe cheltuială proprie. A fost executat de sculptorul Oscar Han, primul Cetățean de Onoare al orașului Mărășești. La inaugurarea din 20 septembrie 1934 a participat Regele Carol al II-lea al României și Mihai, Mare Voievod de Alba Iulia. [2]